# 環球內容製作
环球內容制作公司 （英語：Universal Content Productions，簡稱UCP）是一家影视公司，于2008年6月1日成立，总部位于美国加州。其母公司为NBC环球。